# Abraham Abdulajad
Abraham Abdulajad (Santiago del Estero; 15 de diciembre de 1914 – ibidem; 24 de junio de 1977) fue un médico obstetra, político y dirigente deportivo argentino de afiliación peronista, que ganó en los comicios a gobernador de su provincia en las elecciones de 1962 anuladas por el presidente Arturo Frondizi en los distritos donde había ganado el peronismo. En 1965, asumió como diputado por Santiago por el partido Unión Popular. Desde 1955, fue presidente del Partido Justicialista de su provincia y la cabeza de la resistencia peronista en la misma. A partir de finales de los 60, rivalizó con Carlos Juárez por la conducción del peronismo santiagueño. Por otro lado, presidió la Federación Santiagueña de Básquetbol y el Club Estudiantes Unidos, estuvo a cargo de la maternidad del Hospital Independencia y ejerció la medicina de manera privada.

## Biografía

### Primeros años y comienzos en la política
Abdulajad nació en la ciudad de Santiago del Estero el 15 de diciembre de 1914 en el seno de una familia de inmigrantes sirios llegada al país a comienzos del siglo XX. La Guía Assalam del Comercio Sirio-libanés de 1927-1928 lista una tienda y merecería propiedad de Raiff Abdulajad -hermano de Abraham- en la calle Tucumán al 105 de la capital santiagueña. En 1941, obtuvo el título de médico cirujano en la Universidad Nacional de Córdoba. Al regresar a su ciudad natal, fue nombrado jefe de maternidad del Hospital Independencia, desempeñándose también en el ejercicio privado de la medicina. Su labor profesional le otorgó reconocimiento y prestigio dentro de la sociedad santiagueña, lo que facilitó su incursión en el ámbito deportivo, especialmente en el básquetbol como dirigente de segunda línea primero y luego como presidente del Club Estudiantes Unidos, cargo que ocupó durante varios períodos. Fundó la Clínica Mayuli en la capital provincial, luego renombrada Clínica San Ramón y especializada en maternidad infantil, y por otro lado -ya en los años 70- fundó el Sanatorio Modelo.
Fue popularmente conocido como el Puca Abdulajad; apodo que en quechua significa «colorado», en referencia a su fuerte carácter. En 1953, se afilió al Partido Peronista durante el gobierno de Francisco Javier González, donde se vinculó con la cúpula dirigente del peronismo santiagueño; formada por, entre otros, Francisco López Bustos, Armando Meossi, Alfredo Farjat y Melitona Ledesma.
Impulso en 1955 una ley provincial que establece el control estatal sobre la producción, comercialización de medicamentos, que tenía como objetivo de garantizar el acceso a la salud como un derecho humano fundamental y asegurar la disponibilidad de medicamentos a precios accesibles. La ley sería aprobada en la legislatura en mayo de 1955 pero derogada tras la toma del poder de la dictadura militar en septiembre de 1955.

### Años 50 y 60: Resistencia peronista y actividad legislativa
En 1955, fue elegido por el propio Juan Domingo Perón como jefe de la resistencia peronista en Santiago del Estero así como presidente del Partido Justicialista provincial. Posteriormente, en las elecciones del 18 de marzo de 1962, fue confirmado tras las elecciones internas que fueron realizadas en la clandestinidad debido a la persecución contra el peronismo, como el candidato a gobernador por el peronismo bajo el sello electoral del Partido Tres Banderas; comicios en los que obtuvo la victoria convirtiéndose en el cuarto gobernador peronista electo de Santiago del Estero. Sin embargo, no llegó a asumir debido a la intervención federal dispuesta por Arturo Frondizi en todas las provincias donde había triunfado el peronismo, como sucedió también -por ejemplo- en Buenos Aires con Andrés Framini. Ante la intervención, los partidarios de Abdulajad con él a la cabeza llegaron a las puertas de la Casa de Gobierno, acto en el que fueron reprimidos por la policía provincial y tras la cual llevaron a cabo una asunción simbólica en la puerta de casa de Raiff Abdulajad, hermano de Abraham rodeados de una multitud de ciudadanos. Tras ello sería detenido ilegalmente durante el frondizismo permaneciendo como preso Conintes.
Al año siguiente, en las elecciones del 7 de julio de 1963, fue nuevamente postulado de manera unánime por el peronismo santiagueño como candidato a gobernador, esta vez por el Frente Nacional y Popular. No obstante, renunció a la candidatura a último momento porque Perón había ordenado la abstención electoral.

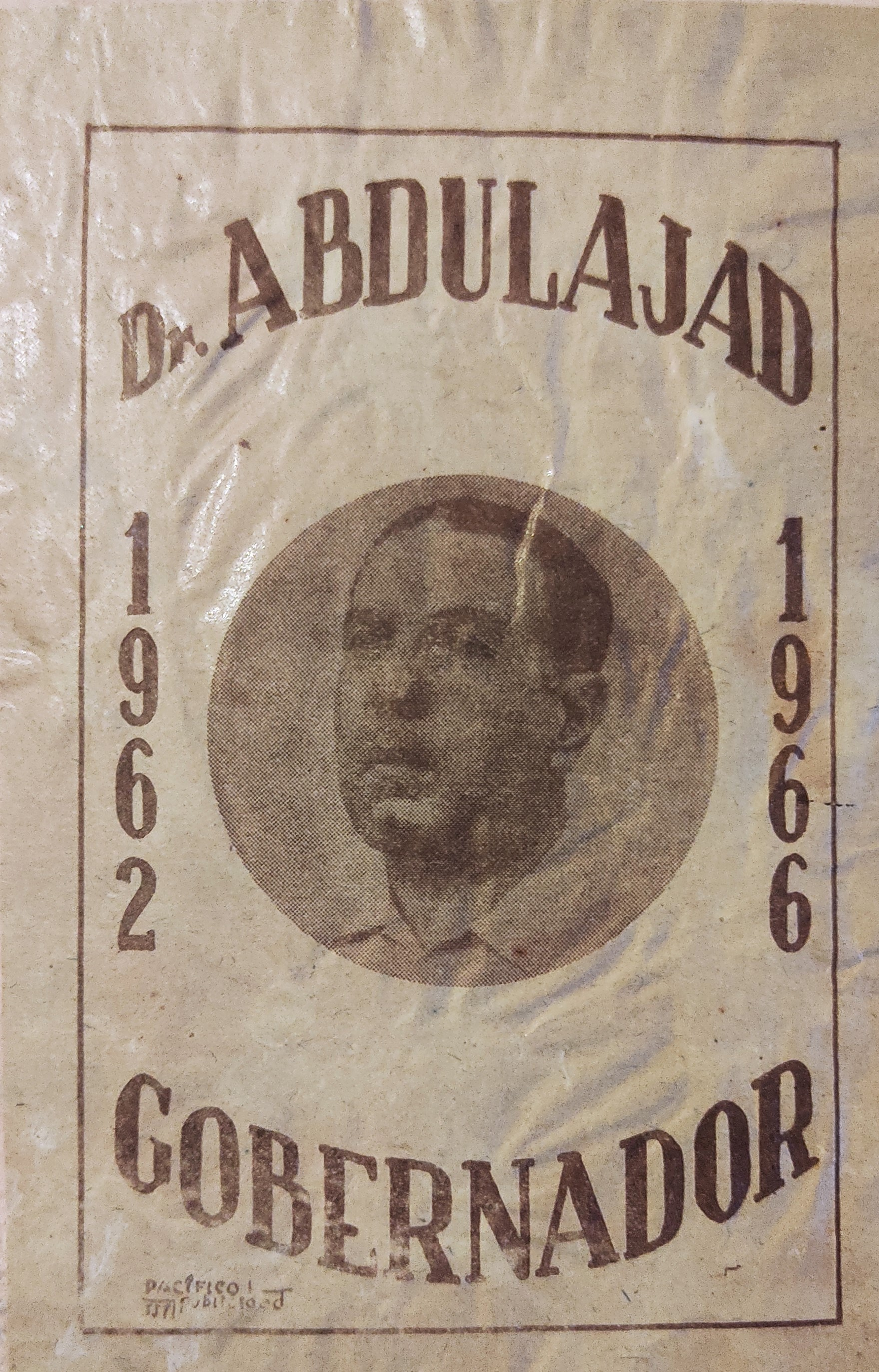
Afiche promocional de la candidatura a gobernador de Abdulajad en las elecciones de 1962.

En 1964, fue cesanteado de su cargo de jefe de maternidad del Hospital Independencia por el gobierno encabezado por Benjamín Zavalía, de la UCRP, en un contexto de persecución generalizada hacia dirigentes justicialistas. Ese mismo año, profundizó su identificación con la izquierda peronista al incorporarse a la Mesa Nacional del Movimiento Revolucionario Peronista (MRP), liderado por John William Cooke y Envar El Kadri, y asumiendo también como secretario general de la Mesa Provincial junto a Félix Serravalle, José Loto y Ramón Enrique Moreno. Adicionalmente, coordinó la reorganización partidaria junto a otros sectores del peronismo local. Por otro lado, -también en 1964- representó a Juan Perón como padrino de bautismo del niño Carlos Roberto Carmona, a quien había aceptado apadrinar en marzo desde su exilio en Puerta de Hierro.
En las elecciones legislativas del 14 de marzo de 1965, fue elegido diputado nacional por el partido Unión Popular, ocupando su banca en el Congreso y alineándose con el sector denominado «ortodoxo» o ≪leal a Perón≫, contrapuesto a los neoperonistas que respondían a Augusto Timoteo Vandor del «peronismo sin Perón». Durante su mandato, participó en el debate por la Ley de Transformación Agraria y promovió, junto a otros diputados, la restitución de la vigencia de la Ley de Divorcio N.º 14.394, aprobada durante el segundo gobierno de Perón. Como diputado, se hizo presente en el homenaje de 1966 al alzamiento del General Valle junto a, entre otros: Raúl Tanco, Susana Valle -hija de Juan José Valle- y los también diputados Juan C. Cornejo Linares y Julio Antún; en un acto que fue reprimido por el gobierno de Arturo Illia y del que no participaron los sectores vandoristas.
En 1966 fue designado miembro del Consejo Superior Peronista y volvió a liderar el peronismo santiagueño, primero como presidente y luego como apoderado del partido. Paralelamente, retomó su actividad como dirigente deportivo y en 1968 fue elegido presidente de la Federación Santiagueña de Básquetbol.

### Años 70: retiro y fallecimiento

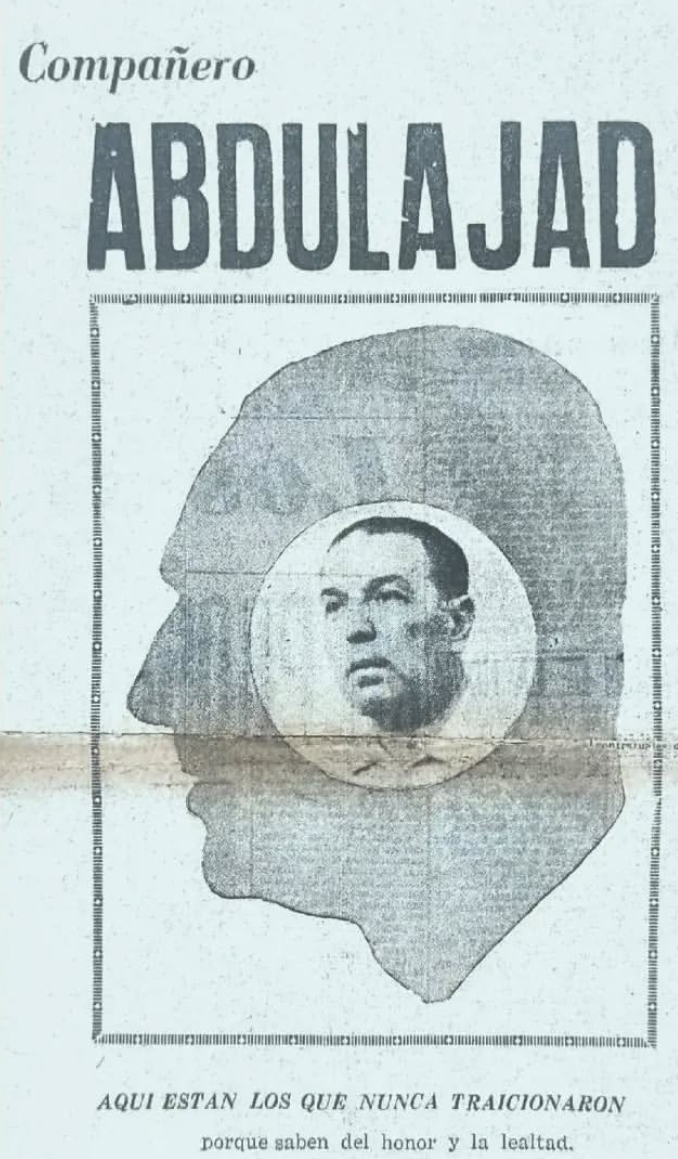
Pegatina de Abdulajad que lo muestra ante una silueta de Juan Domingo Perón.

En 1972, renunció a la conducción partidaria en un intento por consolidar la unidad del peronismo local; en particular con el sector juarista con miras a las elecciones provinciales del 11 de marzo de 1973. Aunque era presumible que sería nuevamente el candidato a gobernador por el peronismo al liderar el sector mayoritario dentro de mismo en la provincia, la conducción nacional impulsó, en cambio, la postulación de Francisco López Bustos. Aunque relegado, acató la decisión que se le atribuía a Perón.
Aquejado por problemas de salud, se alejó de la actividad política partidaria y se dedicó plenamente al ejercicio de la medicina. Tras el golpe de Estado del 24 de marzo de 1976, fue detenido ilegalmente por unas horas antes de ser liberado. Falleció en su ciudad natal a los 62 años el 24 de junio de 1977.